# 山中城
山中城是位於日本古伊豆國田方郡山中（今静岡縣三島市山中新田）的山城，現在被指定為日本的國家史跡。

## 概要

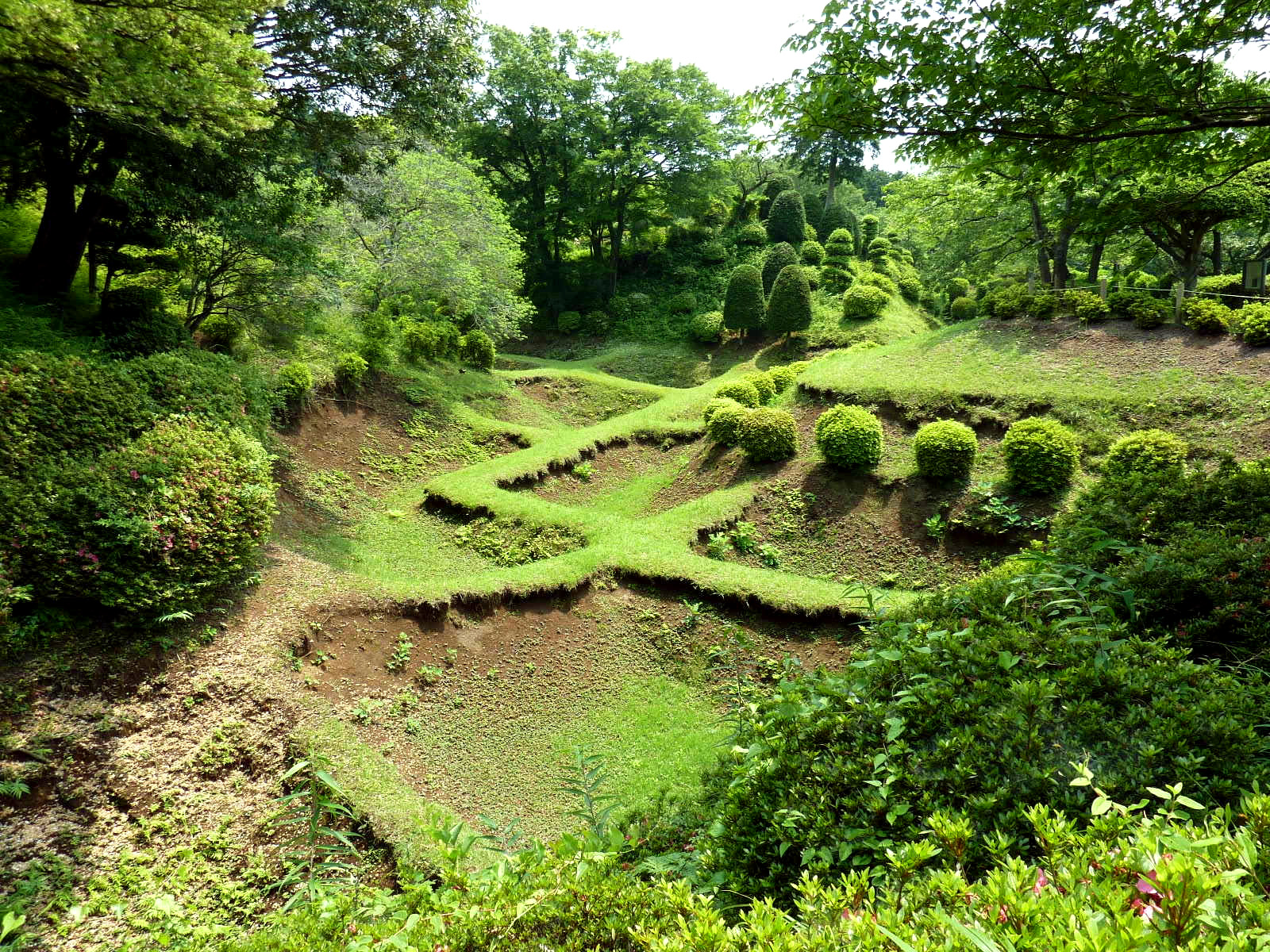
障子掘

北條氏所築之城，該城也是小田原城的支城。箱根十城之一。
三島市對此城進行了反映當時情況的整修，為避免堀與土壘等遺跡風化，而在其上覆土種植草皮來保護，且在清楚地把握畝堀與障子堀的構造下整修而使該城成為了能瞭解北條氏的築城方法的城跡。
雖然此城隨著北條氏的滅亡而廢棄，但也因此大量保留了北條氏獨特的城郭構造而受到注目。
每年在5月的第三個星期天時會在此城舉行山中城祭。

## 歷史
永祿年間（1558年 - 1570年）時在北條氏康指示下建築此城。該城位於防衛北條氏根據地小田原西邊最重要的據點，以侵吞東海道的形式建造。
在北條氏政時因與豐臣秀吉的關係惡化，山中城便進行整修以強化防禦，結果在還沒來得及完工時便得迎擊豐臣軍。
1590年（天正18年），小田原之戰中豐臣秀次率領7萬的大軍攻擊山中城，而在城將松田康長等4千人的奮戰下，豐臣一方也出現了部將一柳直末等眾多陣亡者，但在猛烈攻擊之下，該城還是只花了半天便被攻下，而自松田以下到城兵幾乎全數陣亡。此戰之後，該城便被廢棄。
該城在1930年（昭和5年）時被指定為國家史跡。從1973年（昭和48年）時三島市開始將該城整建成公園，同時也進行了學術上的調查。
2006年（平成18年）4月6日時該城被選為日本100名城（40號）之一，而從2007年（平成19年）6月開始舉行了全國性的日本100名城紀念章收集大會。

## 相關作品

### 小説
- 池波正太郎著《戰國幻想曲》（於昭和44-45年時的週刊誌《Sunday每日》上連載。現在於角川文庫出版）

以山中城攻防戰中在豐臣方作為先鋒的渡邊勘兵衛為主角。也詳細地描寫了這場戰爭。
- 津本陽著《新陰流　小笠原長治》（新潮社、1987年（昭和62年）出版）

以山中城攻防戰中在小田原方戰鬥的主角視線所寫的作品。

## 所在地導覽

### 所在地
- 静岡縣三島市山中新田字下之沢旁

### 交通途徑
- 從JR・伊豆箱根鐵道三島車站搭乘元箱根方面行駛的巴士（約30分）。或是搭乘在「山中城祭」時營運的穿梭巴士。
- 沿著國道1號，從三島車站徒步前往東海道約花3小時便可抵達。

## 外部連結
- 三島市觀光協會 （页面存档备份，存于）　在「あるく」的項目介紹了戰國山城探訪路線。
- 山中城跡的小冊 （页面存档备份，存于）